# Slovenian Wind Orchestra Music
Slovenska glasba za pihalne orkestre (s podnaslovom Dela slovenskih skladateljev v izvedbi slovenskih pihalnih orkestrov ali angleško Works of Slovene composers, performed by Slovenian Wind Orchestras) je promocijska glasbena CD plošča, izdana v počastitev slovenskega dne na glasbenem festivalu MID Europe.
Izšla je leta 2006 v sodelovanju Javnega sklada za kulturne dejavnosti in Radia Slovenija v nakladi 1000 izvodov.

## Naslov in vsebina
Kot že naslov pove, so vse skladbe delo slovenskih skladateljev, izvajajo pa jih profesionalni in ljubiteljski slovenski orkestri iz različnih obdobij.
Najstarejši vključen posnetek je iz leta 1925.

## Seznam posnetkov
| CD              | CD                                                                                           | CD              | CD              | CD      |
| Št.             | Naslov                                                                                       | Glasba          | Priredba        | Dolžina |
| --------------- | -------------------------------------------------------------------------------------------- | --------------- | --------------- | ------- |
| 1.              | „Mladi vojaki‟                                                                               | V. Parma        |                 | 2:37    |
| 2.              | „Domžalska koračnica‟                                                                        | J. Čerin        |                 | 2:29    |
| 3.              | „BELOKRANJSKE PISANICE: 1. Ob Kolpi‟                                                         | D. Bučar        | V. Marković     | 7:04    |
| 4.              | „Sprenevedanja‟                                                                              | B. Adamič       |                 | 7:03    |
| 5.              | „Zlatorog‟                                                                                   | V. Štrucl       |                 | 2:56    |
| 6.              | „Logarska dolina‟                                                                            | E. Glavnik      | J. Cerovec      | 10:43   |
| 7.              | „PRIVŠEK POTPOURI: Snežna noč, Zimzelen, Silvestrski poljub, Nad mestom se dani, Mini-maksi‟ | J. Privšek      |                 | 7:47    |
| 8.              | „SINFONIA CARNIOLI: 1. Ouverture‟                                                            | T. Habe         |                 | 8:07    |
| 9.              | „SINFONIA CARNIOLI: 3. Aria‟                                                                 |                 |                 | 6:13    |
| 10.             | „SINFONIA CARNIOLI: 7. Gigue‟                                                                |                 |                 | 2:03    |
| 11.             | „SUITA ZA PIHALNI ORKESTER: Tranquillo‟                                                      | J. Golob        |                 | 2:03    |
| 12.             | „KNJIGA PRIGOD ZA PIHALNI ORKESTER: 1. Novice iz Galaksije‟                                  | R. Golob        |                 | 3:17    |
| 13.             | „KNJIGA PRIGOD ZA PIHALNI ORKESTER: 2. Godba gre na jug‟                                     |                 |                 | 4:40    |
| 14.             | „KNJIGA PRIGOD ZA PIHALNI ORKESTER: 3. Nostalgija za fanfare‟                                |                 |                 | 4:32    |
| Skupna dolžina: | Skupna dolžina:                                                                              | Skupna dolžina: | Skupna dolžina: | 71:34   |

## Sodelujoči

### Godba Dravske divizijske oblasti / The Band of the Drava Divisional Authority
igra na posnetku: 1
Posneto leta 1925.
- Josip Čerin – dirigent

### Orkester Slovenske vojske/ Slovenian Armed Forces Band
igra na posnetku: 2
Posneto v živo januarja 2006 v veliki dvorani Slovenske Filharmonije.
- Andreja Šolar – dirigentka

### Vojaški orkester Ljubljana/ Yugoslavian Armed Forces Band
igra na posnetku: 3
Posneto decembra 1953 v Studiu Helidon.
- Jože Brun – dirigent

### Pihalni orkester železarjev Ravne/ Wind Orchestra of Ravne Steelworkers
igra na posnetku: 4
Posneto v živo junija 1986 v Gallusovi dvorani Cankarjevega doma.
- Lojze Lipovnik – dirigent

### Policijski orkester/ Godba milice / The Police Orchestra
igra na posnetku: 5
Posneto septembra 1974 v Studiu Helidon.
- Vinko Štrucl – dirigent

### Pihalni orkesterPremogovnika Velenje/ Wind Orchestra of Velenje Miners
igra na posnetku: 6
Posneto decembra 1999 v dvorani Glasbene šole Velenje.
- Ivan Marin – dirigent

### Papirniški pihalni orkester Vevče/ Vevče Paperworks Brass Orchestra
igra na posnetku: 7
Posneto v živo decembra 2002 v Gallusovi dvorani Cankarjevega doma.
- Marjan Stropnik – dirigent

### Pihalni orkesterAkademije za glasbo/ Wind Orchestra of Ljubljana Music Academy
igra na posnetkih: 8, 9 in 10
Posneto v živo aprila 2005 v veliki dvorani Slovenske Filharmonije.
- Milivoj Šurbek – dirigent

### Pihalni orkester Koper/ Wind Orchestra Koper
igra na posnetku: 11
Posneto v živo avgusta 2001 v Studiu Hendrix Radia Koper.
- Darij Pobega – dirigent

### Pihalni orkester Logatec / Wind Orchestra Logatec
igra na posnetku: 12
Posneto v živo maja 2003 v Delavskem domu Trbovlje.
- Marjan Grdadolnik – dirigent

### Pihalni orkester Krka/ Krka Wind Orchestra
igra na posnetku: 13
Posneto v živo maja 2003 v Delavskem domu Trbovlje.
- Miro Saje – dirigent

### Delavska godba Trbovlje/ Trbovlje Workers' Band
igra na posnetku: 14
Posneto v živo maja 2003 v Delavskem domu Trbovlje.
- Alojz Zupan – dirigent

### Produkcija
- Daniel Leskovic – urednik
- Dečo Žgur – producent
- DeSi, Mateja Kerman – oblikovanje
- Janez Eržen – fotografija